# Température corporelle
Cet article concerne la température corporelle en général. Pour celle des hommes, voir Température corporelle humaine.

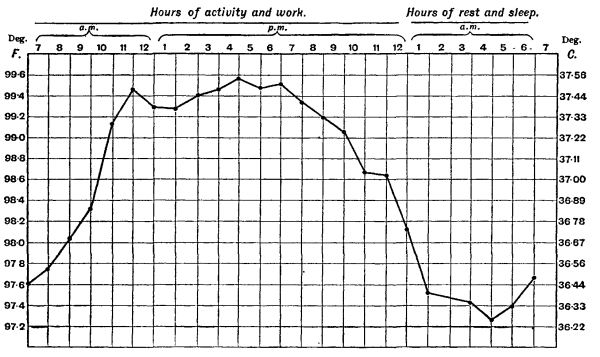
Température corporelle en fonction de l'heure

La température corporelle est une notion de physiologie. C'est la température moyenne des  organes d'un être vivant. Ce terme est plus particulièrement usité pour le règne animal, où la gamme de température nécessaire à la vie est réduite.
Certains prédateurs (serpents par exemple) sont sensibles aux infrarouges émis par leurs proies.

## Température, organes et métabolisme
Les organes internes ne fonctionnent correctement que lorsqu'ils sont soumis à certaines gammes de température. Au sein des mêmes espèces, des températures corporelles différentes induisent des états particuliers et impliquent des comportements différents. Certains organes ne fonctionnent normalement qu'à une température différente de celle du corps, c'est le cas des testicules chez la plupart des mammifères.

### Quelques exemples
La température corporelle du colibri est de 40 °C. Celle des vaches se situe généralement de 38 à 39 °C. Chez l'être humain, la température corporelle normale se situe entre 36,1 et 37,8 °C.
Certains animaux présentent une variabilité de la température suivant les parties du corps. Par exemple la girafe présente une différence d'environ 3 °C entre la tête et le reste du corps.

## Catégories
Classiquement, les animaux qui produisent leur propre chaleur interne étaient appelés  « à sang chaud » et ceux ne produisant pas de chaleur interne étaient appelés animaux « à sang froid ».
Cette classification est cependant insuffisante pour décrire l'étendue des phénomènes observable, les notions utilisées aujourd'hui sont :
- endotherme, les animaux qui produisent leur propre chaleur.
  - hétérotherme, les animaux qui produisent leur propre chaleur et qui peuvent régler leur température en fonction des conditions extérieures.
  - homéotherme, les animaux qui conservent leur température dans une gamme étroite.
- ectotherme, les animaux qui ne produisent pas de chaleur interne.
  - poïkilotherme, les animaux qui n'ont aucun mécanisme interne de contrôle de la température de leur corps. Elle varie en fonction des conditions extérieures.
  - exotherme, les animaux cherchent un moyen externe pour trouver de la chaleur (se mettre au soleil par exemple)
  - bradymétabolisme, les animaux se mettent en stase lorsque la température n'est plus viable

Cependant certains animaux restent difficilement classables, en effet les hyménoptères sociaux comme les abeilles Apis, si les individus sont indiscutablement à sang froid, la communauté ne l'est pas. En période chaude, quand la ruche commence à surchauffer, des membres de la communauté se placent aux entrées et, avec leurs ailes, refroidissent l'intérieur. En période fraîche, quand la ruche devient trop froide, ils font vibrer les muscles de leurs ailes ; si individuellement cela n'a aucun effet notable, l'essaim entier produit assez de chaleur pour maintenir la température de la ruche dans des limites viables.

## Espèces fossiles
L'observation des stries de croissance sur les os fossilisés permet de savoir si l'espèce du fossile était endotherme ou ectotherme.

Le rapport isotopique de l'oxygène 16 par rapport à l'oxygène 18 dans le squelette traduit la température corporelle et celle des eaux où vivait un animal.
Avant que n'apparaissent les mammifères marins, des reptiles terrestres s'étaient déjà adaptés aux océans du Mésozoïque (Jurassique et le Crétacé, de 205 à 65 millions d'années avant nos jours) à la mer en devenant aquatiques et marins, tels que les ichtyosaures, les plésiosaures et les mosasaures. Ces animaux étaient des prédateurs dont l'activité nécessitait un métabolisme élevé ; Endothermes, comme certains dinosaures, ils avaient semble-t-il une température corporelle élevée, mais peut-être variable en fonction de leur environnement (saison, profondeur, température des courants, etc.).
Connaissant assez le paléoenvironnement et le paléoclimat du Mésozoïque, on a pu déduire du taux d'oxygène 18 des dents de fossiles de ces trois familles de reptiles et de celles de poissons qu'ils mangeaient que la température corporelle de ces reptiles aquatiques prédateurs était de 35 °C à 39 °C, tant pour ceux vivant dans des eaux de type tropicales (jusqu'à 35 °C) que froides (jusqu'à 12 °C). On ne connaît pas encore les mécanismes de production interne de chaleur.